# مارسلو ربلو دی سوسا
مارسلو ربلو دی سوسا (به انگلیسی: Marcelo Rebelo de Sousa؛ زادهٔ ۱۲ دسامبر ۱۹۴۸) یک شخصیت دانشگاهی و سیاستمدار سوسیال دموکرات اهل پرتغال است که از مارس ۲۰۱۶ به‌عنوان بیستمین رئیس‌جمهور پرتغال فعالیت می‌کند. او پیشتر به‌عنوان وزیر دولت، نمایندهٔ پارلمان در مجلس جمهوری پرتغال، حقوقدان، روزنامه‌نگار، تحلیل‌گر سیاسی، استاد حقوق و کارشناس خدمت کرده‌است.